# Katzgraben (Weimar)
Der Katzgraben in Weimar ist ein Bach im Norden der Stadt und liegt südlich des Naturschutzgebietes Südhang Ettersberg zwischen Gaberndorf und Lützendorf. Er fließt westlich des Lützendorfer Grabens. Westlich von ihm verläuft der Dürrebaumgraben. Sein Ende wechselt allerdings den Namen in Steingraben. Als solcher mündet er in den Asbach. Er unterquert die B 85/B 7 und den Lützendorfer Weg. Auch unterquert der Bach die Holzlandbahn. Das den Katzgraben umgebende Gebiet ist von der Bebauung ausgeschlossen.
Im oberen Teil ist es eine Erosionsschlucht des oberen Muschelkalks, im unteren eine feuchte Niederung gelegen zwischen Gaberndorf und Tröbsdorf. Es weist der Bereich zahlreiche seltene Pflanzenarten auf. Der heutige Name Katzbach ist Folge einer Umdeutung. 1390 wurde er als Kestichentale erwähnt, 1792 wurde er in dem Kästgentale genannt, was von schroffen Fels, Brunnenkasten, Kasten herkommt. Das kann sich auf die Quelle als auch auf die Steilhänge am Oberlauf beziehen.